# Duwel
Duwel is een bestuurslaag in het regentschap Bojonegoro van de provincie Oost-Java, Indonesië. Duwel telt 1350 inwoners (volkstelling 2010).